# Hiromi Taniguchi
Hiromi Taniguchi (jap. 谷口 浩美 Taniguchi Hiromi; * 5. April 1960 in Nangō, Präfektur Miyazaki) ist ein ehemaliger japanischer Langstreckenläufer.
In seinem Heimatland konnte er bei den Weltmeisterschaften 1991 in Tokio den Titel im Marathon erringen, wobei sich die Extrembedingungen (Hitze und 73 % Luftfeuchtigkeit) in der Siegerzeit (2:14:57 h) niederschlugen. Dies ist der bislang einzige Titel, den männliche japanische Marathonläufer bei Weltmeisterschaften gewinnen konnten (Stand 2007), bei Olympischen Spielen siegte nur der koreastämmige Japaner Son Kitei 1936 für Japan.
Weitere Erfolge Taniguchis bei internationalen Meisterschaften waren ein zweiter Platz bei den Asienspielen 1986 und ein achter Platz bei den Olympischen Spielen 1992 in Barcelona.
Außerdem siegte er 1987 beim London-Marathon, zweimal beim Tokyo International Men’s Marathon (1987 und 1989) und 1990 beim Rotterdam-Marathon.
Seine Bestzeit (2:07:40 h) stellte er 1988 beim Peking-Marathon auf.